# يوري كوزنيتسوف (لاعب هوكي الجليد روسي)
يوري كوزنيتسوف (بالروسية: Кузнецов, Юрий Владимирович)‏ هو لاعب هوكي الجليد روسي، ولد في 10 أغسطس 1971 في نوفوسيبيرسك في روسيا.

## وصلات خارجية
- يوري كوزنيتسوف (لاعب هوكي الجليد روسي) على موقع دوري الهوكي الوطني (الإنجليزية)
- يوري كوزنيتسوف (لاعب هوكي الجليد روسي) على موقع EliteProspects.com (الإنجليزية)
- يوري كوزنيتسوف (لاعب هوكي الجليد روسي) على موقع Eurohockey.com (الإنجليزية)
- يوري كوزنيتسوف (لاعب هوكي الجليد روسي) على موقع HockeyDB.com (الإنجليزية)